# Margit
Margit ist ein weiblicher Vorname.

## Herkunft und Bedeutung des Namens
Margit ist die nordische und ungarische Kurzform von Margarete, einem altgriechischen Namen mit der Bedeutung Perle.

## Bekannte Namensträgerinnen
- Margit Auer (* 1967), deutsche Journalistin und Schriftstellerin
- Margit Bach (* 1951), deutsche Hürdenläuferin (100-Meter-Distanz)
- Margit Barnay (1896–1974), deutsche Stummfilmschauspielerin
- Margit Bendokat (* 1943), deutsche Film- und Theaterschauspielerin
- Margit Bönisch (1942–2016), deutsche Theaterintendantin
- Margit Borg (* 1969), schwedische Badmintonspielerin
- Margit Carstensen (1940–2023), deutsche Theater- und Filmschauspielerin
- Margit Czenki (* 1941), deutsche Regisseurin, Filmeditorin, Kamerafrau und Installationskünstlerin
- Margit Conrad (* 1952), deutsche Ärztin und Politikerin (SPD)
- Margit Dengler-Paar (* 1970), deutsche Rennrodlerin
- Margit Doppler (1909–2001), österreichische Illustratorin und Plakatkünstlerin
- Margit Fisch (* 1961), deutsche Ärztin, Wissenschaftlerin und Hochschullehrerin (Urologie)
- Margit Fischer (* 1943), Ehefrau des ehemaligen österreichischen Bundespräsidenten Heinz Fischer
- Margit Fleckenstein, deutsche Rechtsanwältin,  Landessynode-Präsidentin der Evangelischen Kirche
- Margit Geissler-Rothemund (1958–2016), deutsche Schauspielerin
- Margit Gutmann (* 1903; † vermutlich 1943), deutsche Lehrerin und Opfer des Holocaust
- Margit Hauft (* 1949), österreichische Religionspädagogin, 2000–2011 Vorsitzende der Katholischen Frauenbewegung Österreichs
- Margit Kaffka (1880–1918), ungarische Schriftstellerin und Dichterin
- Margit Kern (* 1968), deutsche Kunsthistorikerin
- Margit Kovács (1902–1977), ungarische Bildhauerin und Keramikkünstlerin
- Margit Kraker (* 1960), österreichische Juristin
- Margit Laufer (* 1990), österreichische Journalistin und Fernsehmoderatorin
- Margit Meissner (1922–2019), austroamerikanische Überlebende des Holocaust und Zeitzeugin
- Margit Mössmer (* 1982), österreichische Autorin
- Margit Müller (* 1952), deutsche Hockeynationalspielerin
- Margit Nagy (* 1945), ungarische Archäologin
- Margit Nass-Edelson (* 1931), US-amerikanische Molekularbiologin
- Margit Nemesházi (* 1943), ungarische Sprinterin
- Margit Evelyn Newton (* 1960), italienische Schauspielerin
- Margit Nünke (1930–2015), deutsches Fotomodell (Kosmetik) sowie Schauspielerin
- Margit Orlogi (* 1958), deutsche Steinbildhauerin und Malerin
- Margit Osterloh (* 1943), deutsche Ökonomin
- Margit Rätzsch (1934–2016), deutsche Physikochemikerin und Professorin für physikalische Chemie
- Margit Ruile (* 1967), deutsche Kinder- und Jugendbuchautorin
- Margit Saad (1929–2023), Schauspielerin und Regisseurin
- Margit Sandemo (1924–2018), schwedisch-norwegische Autorin
- Margit Schönberger (1948–2024), deutsche Journalistin und Sachbuchautorin
- Margit Schötschel-Gabriel (1933–2017), deutsche Künstlerin (Malerei und Bildhauerei)
- Margit Schramm (1932–1996), deutsche Opern-, Lied- und Operettensängerin (Sopran)
- Margit Schratzenstaller (* 1968), deutsche Wirtschaftswissenschaftlerin
- Margit Schreiner (* 1953), österreichische Schriftstellerin
- Margit Schumann (1952–2017), deutsche Rennrodlerin
- Margit Slachta (1884–1974), ungarische Ordensgründerin und Politikerin
- Margit Sponheimer (* 1943), deutsche Schlagersängerin und Schauspielerin
- Margit Stumpp (* 1963), deutsche Politikerin (Bündnis 90/Die Grünen)
- Margit Symo (1913–1992), ungarisch-österreichische Schauspielerin und Tänzerin
- Margit Tetz (* 1952), deutsche Sozialpädagogin und Fernsehmoderatorin
- Margit Weinert (1926–2014), deutsche Schauspielerin und Synchronsprecherin
- Margit Werner (* 1951), deutsche Politikerin (PDS, später FDP)
- Margit Zinke (1914–1945), deutsche kommunistische Widerstandskämpferin und NS-Opfer
- Margit Zorn (* 1962), deutsche Juristin, Amts- und Verfassungsrichterin